# Чеботарьова Анастасія Савеліївна
Анастасія Савеліївна Чеботарьова (нар.. 8 серпня 1972 року, Одеса, Українська РСР, СРСР) — російська скрипалька, заслужена артистка Росії (2004).

## Біографія
У 1991 році Анастасія Чеботарьова закінчила Центральну музичну школу при Московській державній консерваторії (МГК) за класом скрипки та вступила до цієї консерваторії. Навчалася у професора Ірини Бочкової.
У 1989 році стала лауреаткою Міжнародного конкурсу скрипалів імені Паганіні у Генуї (Італія). У 1991 році стала лауреатом міжнародного фестивалю Juventus у Франції. У 1992 році виграла головну премію імені Родольфа Ліпіцера в Горіції (Італія) та всі спеціальні нагороди.
Найбільшу популярність здобула у 1994 році, коли розділила з Дженніфер До друге місце на X Міжнародному конкурсі імені Петра Чайковського. Перша премія того року не присуджувалася.
Виступала з Великим симфонічним оркестром імені Чайковського (Володимир Федосєєв), Симфонічним оркестром Санкт-Петербурзької філармонії (Юрій Темірканов), Віденським камерним оркестром, Токійським симфонічним оркестром NHK .
Соліст Московської державної академічної філармонії.
Викладала у МДК. У 2000—2007 роках викладала в Університеті Курасіко Сакує (що співпрацює з МДК).
2004 року Анастасії Чеботарьовій було присвоєно почесне звання Заслужений артист Російської Федерації.
У Японії публікується під псевдонімом яп. アナスタシア・チェボタリョーワ.
У січні 2020 року Анастасія Чеботарьова, яка раніше знаходилася у федеральному розшуку у справі про розкрадання понад 15 млн рублів у складі секти так званого «бога Кузі», була заарештована на підставі рішення Тверського суду Москви.

## Дискографія
Репертуар Анастасії Чоботарьової включає близько 40 концертів для скрипки з оркестром, безліч сольних програм. Це роботи різних епох та стилів:
- «Carmen — Fantasie» (2000) — скрипкові мініатюри;
- «Souvenir de Moscou» (2001) — російська скрипкова музика;
- «Andaluza con passion» (2002) — іспанська віртуозна скрипкова музика;
- Arco (2002) — альбом з музикою з японського фільму, знятого за участю Симфонічного оркестру NHK;
- «Portrait de Fantasie» (2003) — шедеври французької скрипкової музики;
- Концерти Петра Чайковського та Фелікса Мендельсона з Симфонічним оркестром Росії (2003);
- «Tema D'amore Cinema Collection» (2004) — музика зі всесвітньо відомих фільмів;
- «Valse de fleur» (2005) — російська скрипкова музика;
- «Zigeunerweisen ~ Romantic Virtuoso» (2005) — альбом, записаний з Симфонічним оркестром Росії;
- «Anastasia Violin Best» (2007) (DVD).

## Нагороди
- 1989 — лауреатка Міжнародного конкурсу ім. Ніколо Паганіні у Генуї (Італія)
- 1991 — лауреат Міжнародного фестивалю «Ювентус» у Франції
- 1992 — переможець та володар усіх спеціальних призів на Міжнародному конкурсі ім. Р. Ліпіцера у Горіції (Італія)
- 1994 — переможець Х Міжнародного конкурсу ім. П. І. Чайковського у Москві
- 2004 — Заслужена артистка Російської Федерації

За інформацією видавництв «String», «Records Geijutsu», «Chopin», «Ongaku-no-Tomo», диски Чеботарьової мають великий успіх у любителів класики і займають верхні позиції рейтингів.
Також Анастасія Чеботарьова виступала в декількох драмах та шоу та одному фільмі (2003) на каналах Fuji Television та NHK.